# 5 R du zéro déchet
Ne doit pas être confondu avec Trois R.

Les Cinq R, tels que présentés par Zéro Waste France et le Mooc Colibris « zéro déchet ».

Les 5 R du zéro déchet sont un outil mnémotechnique qui résume et hiérarchise les actions prioritaires dans une démarche de zéro déchet. Il consiste dans une liste de cinq verbes d’action, classés du plus au moins important : refuser, réduire, réutiliser, recycler et rendre à la terre (traduction de l'anglais rot, « composter »).
La méthode de 5 R vise à réduire la quantité de gaspillage, de déchets et à limiter leurs impacts écologiques. Elle a été créée par la blogueuse Béa Johnson en 2011. C'est une variante d'autres méthodes similaires, auxquelles Johnson ajoute la dimension de « refus » et une présentation en pyramide inversée. Les 5 R eux-mêmes ont des variantes, qui réordonnent certains R ou en ajoutent.

## Histoire
Dans Zéro Déchet, Béa Johnson raconte comment elle a réduit des déchets dans son foyer, à partir de 2008. Elle s'inspirait alors des principes du développement durable et de l'expression « zéro déchet », qui désignait jusque-là des pratiques industrielles. Elle réalise cependant que cette démarche ne suffit pas : « J’ai compris que c’est à l’extérieur de la maison que je devais commencer le zéro déchet. [...] C’est alors que nous avons ajouté le verbe « refuser » au mantra du développement durable : « Réduire, réutiliser, recycler et composter » ».
Elle propose alors de suivre « 5 règles » pour réaliser le zéro déchet dans un environnement domestique : « 5 règles de base, dans cet ordre précis : refuser (ce dont nous n’avons pas besoin), réduire (ce dont nous avons besoin), réutiliser (ce que nous consommons), recycler (ce que nous ne pouvons ni refuser, ni réduire, ni réutiliser) et composter (le reste) ». Selon Béa Johnson, ces règles ne sont pas toutes de même nature : « Les deux premières [règles] concernent la prévention des déchets, la troisième, la consommation responsable, et les deux dernières, le traitement des déchets ». Pour illustrer l'importance de les suivre dans un ordre précis, elle les résume en un schéma de pyramide inversée. Il faut d'abord refuser, ensuite réduire, puis réutiliser, et seulement après recycler et composter. On produit alors « naturellement très peu de déchets ».

Les 5R de Béa Johnson, dans leur anglais d'origine : refuse, reduce, reuse, recycle, rot.

Béa Johnson ne parle pas elle-même de « 5 R » dans son livre, mais seulement de « 5 règles ». L'expression « 5 R » découle de ce que chaque règle commence par un verbe débutant par un R (en anglais). Lors de la traduction des règles en français, on traduit parfois le dernier par « composter », ce qui supprime le 5e R, et parfois par « rendre à la terre » pour garder les cinq « R » d'origine.
Dans des versions plus récentes, le recyclage est souvent mis en dernière position. Ce changement permet d'insister sur ses limites, que le mouvement zéro déchet considère comme une solution de dernier recours.

## Refuser ce dont on n'a pas besoin
Béa Johnson explique que le zéro déchet s'intéresse à la fois aux formes directes et indirectes de consommation. La règle « refuser » permet de limiter ce qu'on consomme de façon indirecte, à la suite d'une sollicitation extérieure. Béa Johnson propose de considérer quatre domaines où la règle « refuser » peut s'appliquer :
- les produits à usage unique fabriqués en plastique (pailles, sacs, gobelets, couverts) ;
- les cadeaux non sollicités (échantillons gratuits, objets promotionnels) ;
- les imprimés publicitaires ;
- les pratiques non durables (carte de visite, suremballage).

Le but de cette règle est de faire réfléchir sur nos décisions quotidiennes et sur la façon dont elles entretiennent la consommation de ressources naturelles. Béa Johnson considère qu'elle joue un rôle social, en envoyant un message à celles et ceux qui proposent des objets dont on n'a pas besoin.

## Réduire ce dont on a besoin
Selon Béa Johnson, réduire sa consommation contribue directement à résoudre la crise environnementale. Elle incite à adopter un style de vie plus simple, où l'on préfère la qualité à la quantité, et les expériences vécues aux choses matérielles. C'est une démarche personnelle, qui demande d'évaluer ses besoins, en fonction de la composition de son ménage, de sa situation financière et géographique.
Béa Johnson propose trois idées pour mettre en pratique la règle « réduire ». En premier, évaluer sa consommation passée. Cela consiste à passer au crible ses biens pour savoir s'ils sont utiles ou s'il faut s'en débarrasser. Elle suggère de « faire le vide ». En deuxième, limiter sa consommation actuelle et future : 
- réduire ses achats, même d'occasion ;
- réduire les emballages ;
- utiliser moins sa voiture ;
- réduire la taille de son logement ;
- réduire le nombre d'objets qu'on possède ;
- acheter en plus petites quantité, grâce au vrac.

Enfin, l'autrice demande d'éviter les activités qui poussent à consommer. Elle déconseille de s'exposer à la publicité, au marketing, et conseille de ne pas faire de lèche-vitrine.

## Réutiliser ce que l'on consomme
Béa Johnson précise qu'il s'agit de réutiliser ce qu'on ne peut ni refuser, ni réduire. Elle définit « réutiliser » comme le fait d'utiliser plusieurs fois un produit manufacturé. Cela se traduit par une phase d'usage plus intense et une phase de maintien en bonne condition. Selon elle, la règle « réutiliser » possède trois dimensions : éviter la consommation inutile, atténuer l'épuisement des ressources, allonger la durée de vie d'un bien déjà acquis. Éviter la consommation inutile correspond à échanger les produits jetables contre leur équivalent réutilisable. Atténuer l'épuisement des ressources passe par le recours à la consommation collaborative, l'achat de seconde main et l'achat de produits réparables. Allonger la durée de vie des produits peut conduite à :
- réparer un objet cassé ;
- détourner un objet de son usage, par réutilisation (se servir d'un verre comme pot à crayon) ;
- ramener l'objet pour qu'il soit réemployé (rendre ses cintres au pressing) ;
- récupérer un objet pour s'en servir à nouveau (utiliser le verso d'une feuille imprimée).

La règle « réutiliser » est donc particulièrement vaste. C'est pourquoi certaines versions des « R » du zéro déchet la divisent en deux et comptent « réparer » comme une règle indépendante,.

## Recycler
La quatrième règle demande de recycler ce qu'on ne peut « ni refuser, ni réduire, ni réutiliser ». Béa Johnson insiste sur fait que c'est un dernier recours. L'autrice est très critique du recyclage : dans une société complètement zéro déchet, le recyclage aurait une place beaucoup plus limitée. Elle dit même souhaiter le zéro recyclage pour son foyer.
Béa Johnson affirme qu'on « ne peut pas compter sur [le recyclage] ». C'est un système qui dépend de trop de variables pour être une solution au problème des déchets. Un recyclage efficace dépend de l'action conjointe et cohérente d'acteurs qui n'ont pas toujours d'intérêt direct à le faire. Il devrait même s'appuyer sur une standardisation à l'échelle mondiale.
Malgré ces critiques, Béa Johnson ne fait pas une critique systémique du recyclage. Elle continue de fournir des conseils pour bien trier, considère qu'il existe des matières recyclables « à l'infini » et affirme que recycler est « une meilleure solution que jeter ».
Cette vision a été contestée au sein du mouvement zéro déchet. En 2020, la directrice de l'association Zero Waste France, Flore Berlingen, publie un livre qui décrit le recyclage comme « l'alibi du jetable ». Elle affirme que l'industrie du recyclage dépend de la surproduction de déchets et qu'elle ne peut exister sans l'industrie du jetable. Elle rejette l'idée que trier les déchets ne soit pas une façon de les jeter.

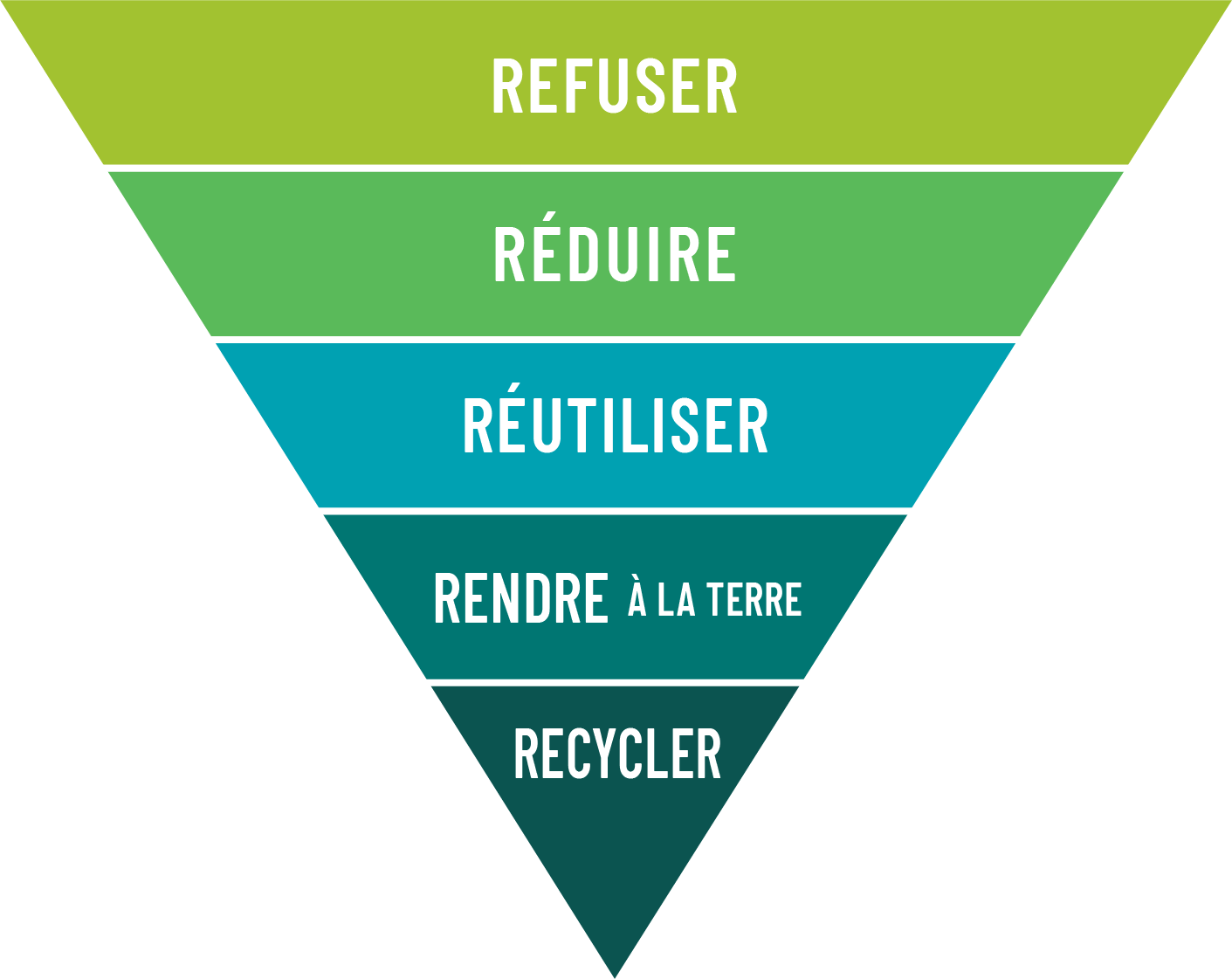
Variante des 5R où les dernières actions sont ordonnées différemment.

Cette critique conduit à une variante des 5 R qui les réordonne pour mettre le recyclage en dernier,,,,. Le recyclage est alors vu comme un prolongement de l'économie linéaire : il est moins pertinent que le compostage.

## Composter le reste
La dernière règle consiste à composter tout ce qui n'a pas été traité par une des règles précédentes. Elle est parfois formulée « rendre » ou « redonner » à la terre, pour garder cinq verbes en « R ». C'est une traduction libre de rot (« pourrir »).
Béa Johnson considère le compostage comme un « élément clé du mode de vie zéro déchet ». Elle insiste sur son caractère observable : on peut voir ses déchets se transformer en compost, alors qu'on ignore ce qui arrive à ceux qu'on envoie au recyclage. 
Selon elle, le compostage représente une gestion des déchets en circuit fermé : une plante qu'on fait pousser devient à terme du compost, qui permet de nourrir d'autres plantes. C'est à ses yeux sur ce type de circuit qu'aurait dû être fondé le modèle industriel depuis le début.
La règle « rendre à la terre » est parfois placée en quatrième position des cinq « R ».